# Heitor Carrilho
Heitor Pereira Carrilho (Natal, 21 de março de 1890 — Rio de Janeiro, 20 de maio de 1954) foi um médico psiquiatra e professor brasileiro.

## Biografia
Formado pela Faculdade de Medicina do Rio de Janeiro, destacou-se na carreira de magistério médico, como professor titular de fisiologia da Faculdade de Farmácia e Odontologia de Niterói, 1912, como assistente de clínica neurológica na Faculdade Nacional de Medicina, passou a livre-docente de clínica psiquiátrica em 1919 na mesma faculdade e logo catedrático de Clínica Psiquiátrica na Faculdade Fluminense de Medicina.
Logo empregou-se no antigo Hospício dos Alienados da Praia Vermelha, em 1919, onde fez toda a sua carreira e especializou-se em clínica psiquiátrica e, como função pública, em psiquiatria criminal.
Dedicou sua vida pública ao manicômio judiciário do Rio de Janeiro. Seguindo a orientação de Juliano Moreira, Heitor Carrilho lutou para que fosse inaugurado o Manicômio Judiciário em 1921, tendo sido o seu primeiro diretor. Nessa função, organizou suas diferentes seções, burocráticas, técnicas e científicas, até 1954. Em 1955 o Manicômio Judiciário do Serviço Nacional de Doenças Mentais teve o seu nome alterado por Decreto 37.990 de 27/09/1955 passando a designar-se Hospital de Custódia e Tratamento Psiquiátrico Heitor Carrilho.
Em 1928, relatou, após intensas pesquisas e várias entrevistas, o célebre laudo pericial que declarou a inimputabilidade penal de Febrônio Índio do Brasil, que inaugurou o Direito Positivo no Brasil.
Com a morte de Juliano Moreira, Heitor o substituiu no Conselho Penitenciário do Rio de Janeiro, em 1930. Nesse período, organizou e chefiou o Serviço de Assistência aos Psicopatas do Estado do Rio de Janeiro. Foi membro titular da Academia Nacional de Medicina, eleito em 1929, ocupando a Cadeira 53, da qual é patrono.
Seu nome batiza o Hospital de Custódia e Tratamento Psiquiátrico Heitor Carrilho, na rua Frei Caneca, no Rio de Janeiro. Outra homenagem foi feita em sua cidade-natal, quando a Clínica Heitor Carrilho foi inaugurada ainda na década de 1950.